# Alberto de Oliveira d'Horta
Alberto de Oliveira d'Horta (c. 1617, São Paulo dos Campos de Piratininga — 1670, Nossa Senhora do Desterro do Matto Grosso de Jundiahy) foi um bandeirante paulista. Ainda adolescente, seguira Antônio Raposo Tavares ao sul em sua bandeira contra os índios tapes, e vai segui-lo em 1648 contra os índios serranos. Esteve presente no socorro de tropa organizado por Salvador Correia de Sá e Benevides para libertar Pernambuco dos holandeses. Tem sua família descrita por Silva Leme no volume IV de sua «Genealogia Paulistana».